# リュドスキ・ヴルト
リュドスキ・ヴルト（スロベニア語: Ljudski vrt）は、スロベニア・マリボルにあるサッカー専用スタジアム。1952年に開場し、NKマリボルがホームスタジアムとして使用している。

## 概要
サッカー専用スタジアムとしては、収容人数で見ると国内で3番目に大きなスタジアムである。1952年7月に開場したが、2008年と2021年に大規模な改修工事を行なったことで近代的な姿形をしており、これまでにサッカースロベニア代表のホームゲームや世代別の国際大会であるUEFA U-17欧州選手権2012やUEFA U-21欧州選手権2021を開催してきた。
スタジアム史上最も大きな改修工事となった2008年には、西スタンドを除く3つのスタンドが全て建て替えられ、2021年には残りの西スタンドも建て替えられたため、開場当時のスタジアムから現存するスタンドはない。また、4つの新スタンドの設計を手掛けたのは国内のOFIS建築設計事務所である。

## ギャラリー

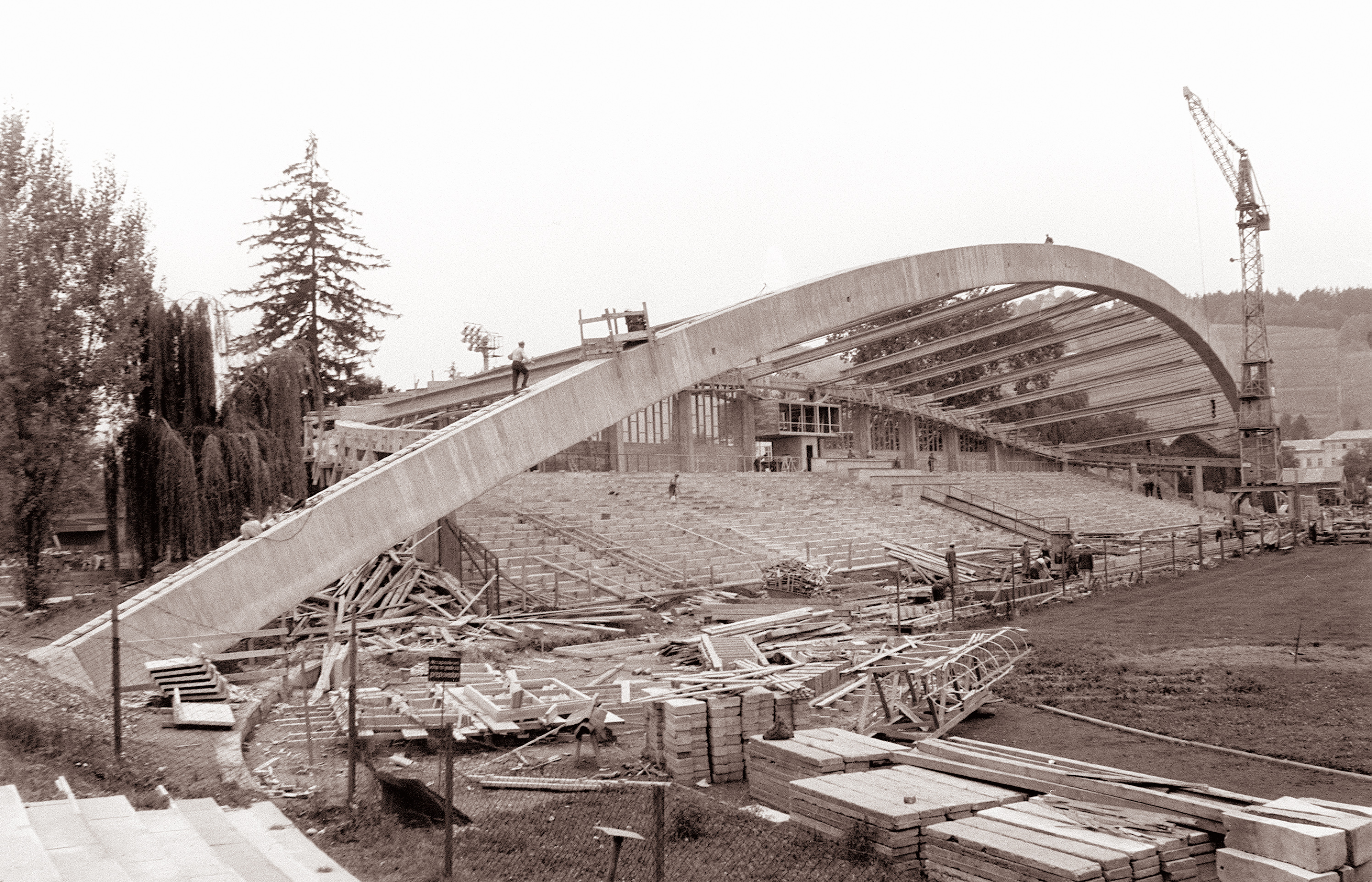
1961年のスタジアム
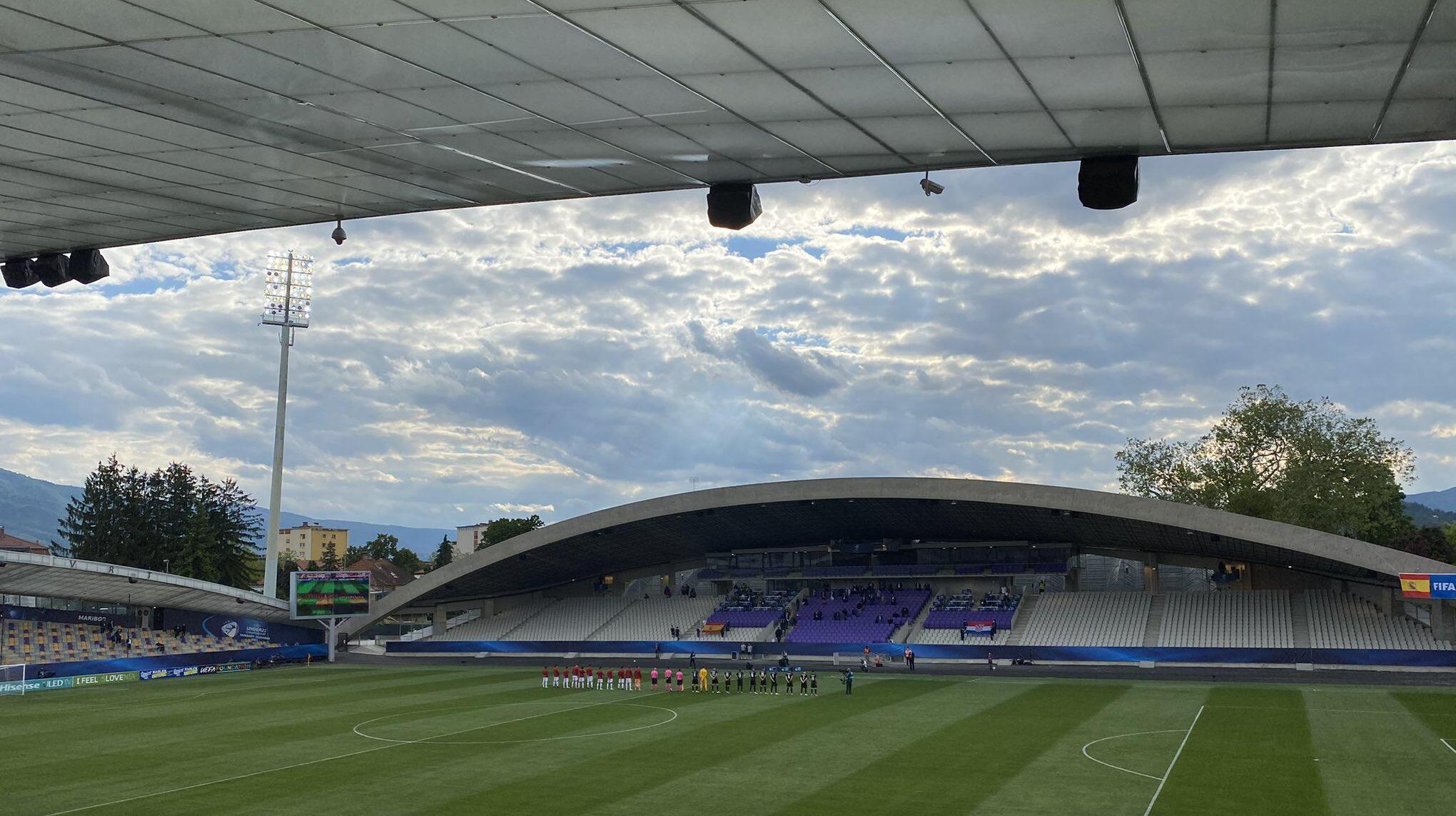
2021年のスタジアム